# ماميلاريا بيريزديلاروساي
ماميلاريا بيريزديلاروساي (الأسم العلمي: Mammillaria perezdelarosae) هو صبار من فصيلة Cactaceae في قبيلة صباراوية النباتية، هذا الصبار شائع. تزهر بأزهار وردية فاتحة وبيضاء وموطنها الأصلي ولاية خاليسكو، المكسيك.

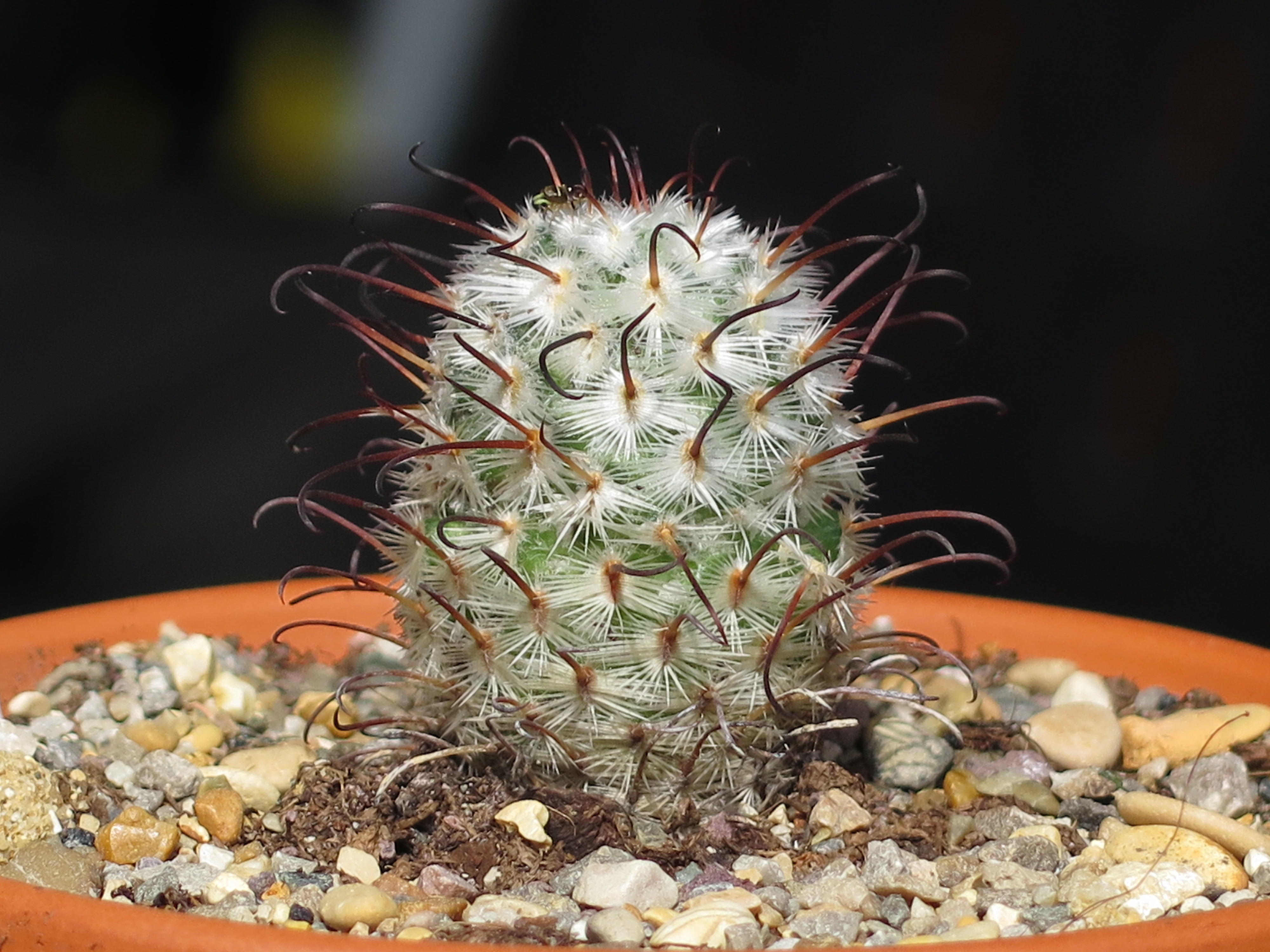
منظر للنبات

## زراعة
يحتاج هذا الصبار أن يكون في درجة حرارة 50 °ف (10 °م) على الأقل للبقاء على قيد الحياة، يوصى به في مناطق الصلابة من 9-11 التابعة لوزارة الزراعة الأمريكية ويحتاج إلى القليل من الماء، كما هو الحال معظم الصبار.

## روابط خارجية
- "Mammillaria perezdelarosae". desert-tropicals.com. مؤرشف من الأصل في 2020-02-02. اطلع عليه بتاريخ 2015-12-21.
- "Mammillaria perezdelarosae On-line Guide to the positive identification of Members of the Cactus Family". cactiguide.com. مؤرشف من الأصل في 2025-04-11. اطلع عليه بتاريخ 2015-12-21.